# Оссольский диалект западноломбардского языка
Оссольский диалект западноломбардского языка — диалект западноломбардского языка, употребляемый в Оссоле в Северной Италии. Существует большое количество субдиалектов этого диалекта, они распространены по всей Оссоле.